# Alcalà de Xivert (kommunhuvudort)
Alcalà de Xivert är en kommunhuvudort i Spanien.   Den ligger i provinsen Província de Castelló och regionen Valencia, i den östra delen av landet, 300 km öster om huvudstaden Madrid. Alcalà de Xivert ligger 147 meter över havet och antalet invånare är 6 615.
Terrängen runt Alcalà de Xivert är kuperad åt nordost, men åt sydväst är den platt.  Alcalà de Xivert är det största samhället i trakten. Omgivningarna runt Alcalà de Xivert är i huvudsak ett öppet busklandskap.